# If I Were a Carpenter
If I Were a Carpenter ist ein Song-Klassiker des US-amerikanischen Singer-Songwriters Tim Hardin (1941–1980) aus dem Jahr 1967. Er wurde angeregt durch die Beziehung Hardins zu seiner Frau Susan Yardley Morss und beschreibt die (zum Teil niemals gestellten) Fragen eines armen Mannes an seine Frau oder Geliebte.

## Allgemeines
Neben Reason to Believe (1966), How Can We Hang On to a Dream (1966) und The Lady Came from Baltimore (1967) gehört If I Were a Carpenter zu den bekanntesten Songs von Tim Hardin. Er sang es auch beim Woodstock-Festival (1969); sein Auftritt ist jedoch im Film nicht enthalten.

## Rezeption
Der Song wurde u. a. von Bobby Darin (Top-Ten-Hit), Joan Baez, Johnny Cash, Leslie West, Small Faces, Chicken Shack, Four Tops, Robert Plant, John Pearse, Bob Seger und Dolly Parton gecovert.